# Berliner Wasserbetriebe
Die Berliner Wasserbetriebe (BWB) sind ein städtisches Wasserversorgungsunternehmen in Deutschland, das für die Wasserversorgung und Abwasserentsorgung in Berlin verantwortlich ist. Zudem ist das Unternehmen für die Regenwasserbewirtschaftung von öffentlichen Straßen und Plätzen zuständig, indem es unterirdische Kanäle zur Speicherung von Regenwasser baut, um Überläufe zu verhindern. Über ihre Tochtergesellschaft, die Berliner Stadtwerke, liefern die Berliner Wasserbetriebe auch elektrischen Strom.
Im Geschäftsjahr 2023 erzielte das Unternehmen einen Umsatz von 1,28 Mrd. Euro.

## Geschichte

### 19. Jahrhundert
Berlin begann im Jahr 1852 mit dem Aufbau einer zentralen Wasserversorgung. Obwohl die Stadt zu diesem Zeitpunkt bereits über 5.600 Brunnen verfügte, war das neue System umstritten und wurde zunächst vom Magistrat abgelehnt. Weil es noch keine Abwasserentsorgung gab, war das Brunnenwasser oft durch Cholera- oder andere Krankheitserregern verunreinigt.

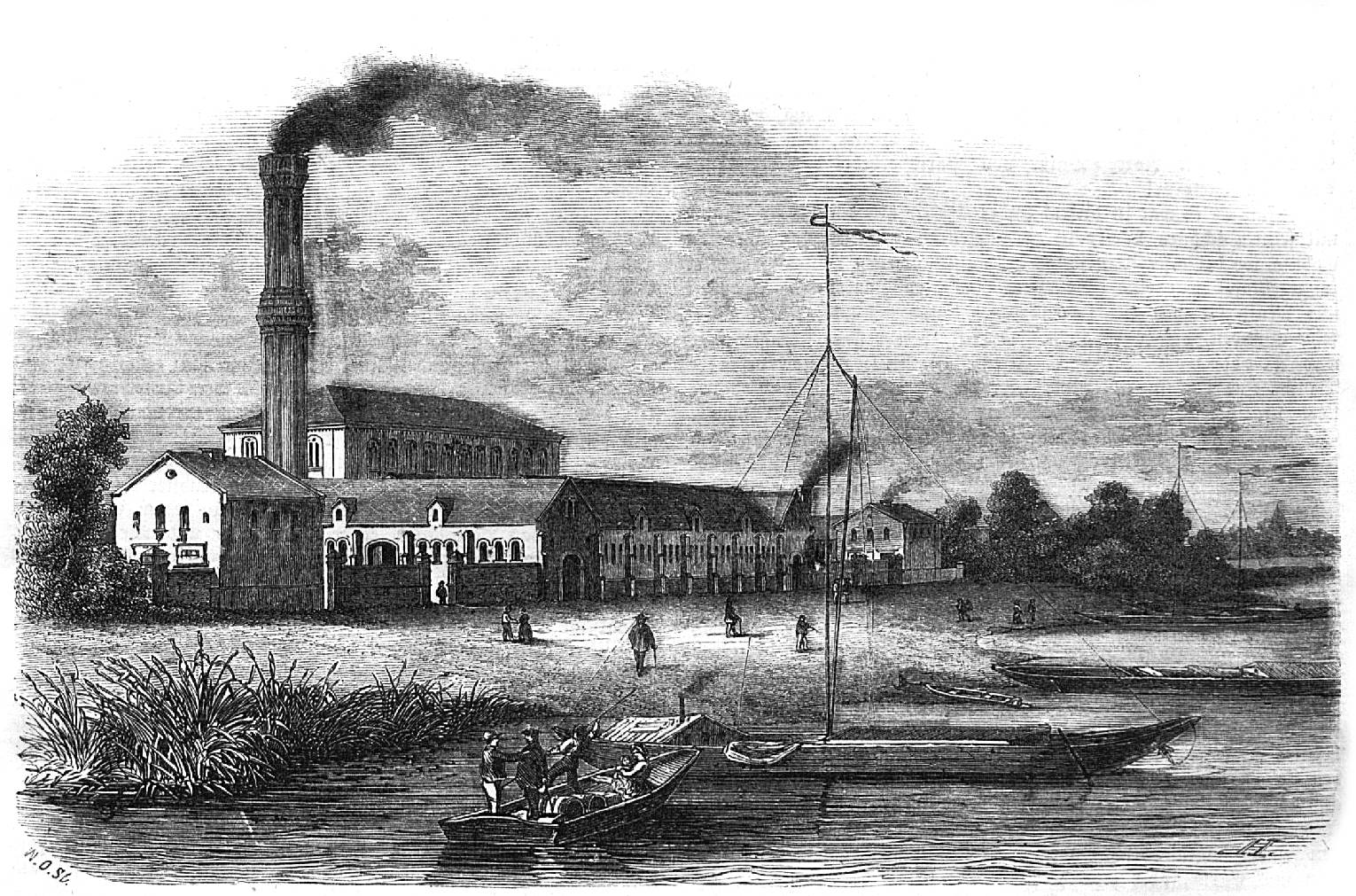
Gebäude der Berliner Wasserwerke, abgebildet 1858 in der Zeitschrift Die Gartenlaube

Die englischen Unternehmer Charles Fox und Thomas Russel Crampton erhielten 1852 den Auftrag zur Wasserversorgung Berlins, während die Abwasserentsorgung nicht Teil des Auftrags war. Der Vertrag, dessen wesentliche Inhalte von König Friedrich Wilhelm IV bestimmt wurden, hatte eine Laufzeit von 25 Jahren. Mitgestaltungsmöglichkeiten der Stadtverwaltung waren darin nicht vorgesehen, die Gewinne, die durch die Wasserpreise reguliert wurden, durften 15 % nicht übersteigen und die preußische Regierung gewährte den Unternehmern „besonderen Schutz in allen Angelegenheiten“. Der Polizeipräsident Karl Ludwig Friedrich von Hinckeldey fungierte als der Vertragspartner von Fox und Crampton. Crampton und William Whitaker Collins planten die Anlage, deren Bau 1853 unter der Leitung des englischen Ingenieurs Henry Gill begann. Im selben Jahr gründeten die Unternehmer die Berlin Waterworks Company, die 1853 den Grundstein für das erste Berliner Wasserwerk vor dem Stralauer Tor legte. Am 1. Juli 1856 nahm es seinen Betrieb auf, ein Jahr später waren bereits 341 Häuser, hiervon 314 Privathäuser, an die Wasserversorgung angeschlossen. Bis 1859 erhöhte sich die Anzahl auf 1.141 Häuser, was dem Unternehmen erstmals einen kleinen Gewinn einbrachte. Ab 1868 zahlte die Gesellschaft Dividenden von über neun Prozent aus.
Bereits im Jahr 1869 stellte sich heraus, dass das erste Wasserwerk (zur damaligen Zeit auch als Wasserhebewerk bezeichnet), nicht mehr ausreichend war und erweitert werden musste. Verhandlungen um eine Erweiterung des Wassernetzes und einer Vertragsverlängerung scheiterten jedoch, da der Magistrat plante, die Wasserwerke zu übernehmen, um den von dem Baurat James Friedrich Hobrecht konzipierten Hobrecht-Plan umzusetzen. An einer Verlängerung des Vertrages war der Magistrat nicht interessiert.
Am 31. Dezember 1873 kündigte die Stadt Berlin den Vertrag mit Fox und Crampton vorzeitig. Infolgedessen übernahm die Stadt Berlin mit Wirkung vom 1. Dezember 1873 selbst die Wasserversorgung von Berlin als Eigentümer.
Bis 1920 existierten auf dem heutigen Territorium Berlins 8 Städte, 59 Landgemeinden sowie 27 Gutsbezirke. d. h. zusammen 94 Gemeinwesen, von denen 50 mit einer ordnungsgemäßen Entwässerungseinrichtung ausgestattet waren.
Das Problem der Abwasserentsorgung wurde durch die Bereitstellung von Wasser nicht gelöst. 1866 brach eine Cholera-Epidemie in der Stadt aus, woraufhin eine Kommission unter der Leitung von Rudolf Virchow mit den Planungen einer unterirdischen Kanalisation begann. Unter dem Stadtrat Marggraff wurde die Städtische Deputation für die Verwaltung der Kanalisationswerke gegründet. 1872 wurde James Hobrecht zum Chefingenieur der Kanalisation ernannt und ein Jahr später, im März 1873, Hobrechts Entwässerungsplan, den er 1871 präsentiert hatte, vom Magistrat genehmigt. Es wurde beschlossen, 12 Radialsysteme anzulegen, deren Bau im Jahr 1873 begann. Innerhalb von vier Jahren errichtete die Stadt das erste Abwassersystem mit einer Länge von 80 km. An dem tiefsten Punkt jedes Radialsystems befand sich ein Pumpwerk, dem das Abwasser über Tonröhren und gemauerte Kanäle zugeführt wurde. Von diesen zwölf Pumpwerken wurde das Abwasser durch unterirdische Druckleitungen bis zu 30 Kilometer ins Umland auf die weitläufigen Rieselflächen transportiert. Bis zum Jahr 1909 ging das letzte der zwölf Teilsysteme in Betrieb; bis dahin war das Kanalnetz auf insgesamt 1.029 km angewachsen und an etwa 31.000 Grundstücke angeschlossen worden.

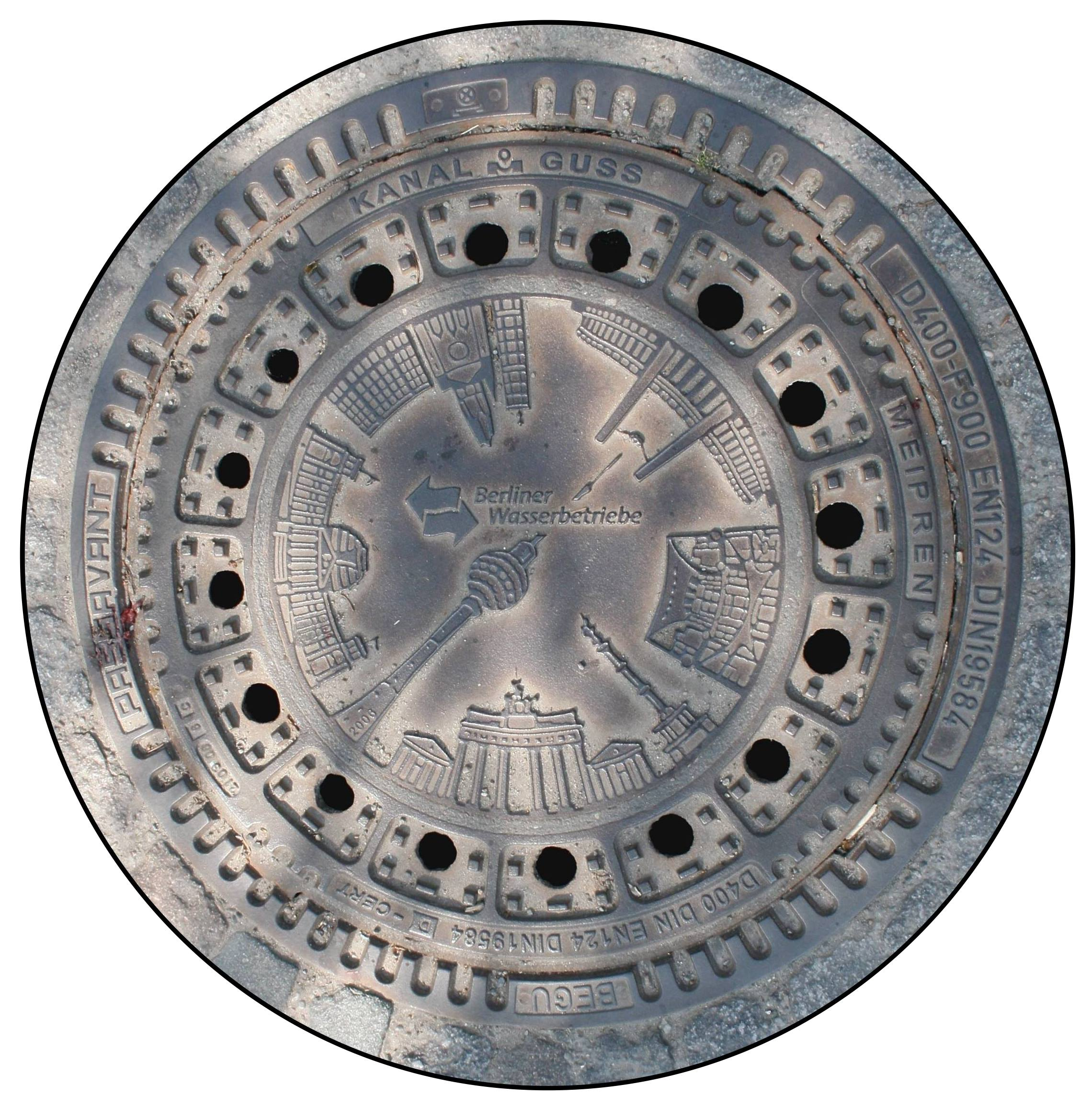
Kanaldeckel mit Berliner Stadtmotiven, seit Ende des 20. Jahrhunderts verwendet

### Ab dem 20. Jahrhundert
Mit der Bildung Groß-Berlins 1920 verdoppelte sich die Einwohnerzahl und verdreizehnfachte sich das Territorium. Deshalb war eine Neuorganisation der Wasserversorgung erforderlich, die 1924 zur Gründung der Berliner Städtischen Wasserwerke AG führte. Im Jahr 1937 wurde diese in einen Eigenbetrieb umgewandelt.
Ab 1939 wurden die meisten Männer in Deutschland zum Kriegsdienst eingezogen. Zudem verloren die Berliner Entwässerungsbetriebe durch die NS-Rassengesetze viele ihrer qualifiziertesten Fachleute. Somit konnten in den Jahren 1939 bis 1945 aufgrund fehlender Ressourcen keine Erweiterungen, Erneuerungen oder Instandhaltungen von Netzen und Anlagen vorgenommen werden. Im sehr kalten Winter 1943 kam es besonders in den Berliner Außenbezirken zu zahlreichen Rohrbrüchen an den flach verlegten Rohrleitungen, wodurch ein Notdienst eingerichtet werden musste. In der Folge wurden die Straßenleitungen tiefer gelegt, zum Teil ließ man das Wasser sogar ständig laufen; ein hoher Wasserverlust war die Konsequenz. Die NS-Planungen für die „Neugestaltung der Reichshauptstadt“ wurden auch nach Kriegsbeginn weitergeführt, indem umfangreiche Probebohrungen in unterschiedlichen Gebieten des Versorgungsraumes vorgenommen wurden. Nach 1940 wurden diese Arbeiten jedoch vollständig eingestellt. Während des Krieges wurden nur Bautätigkeiten ausgeführt, die als kriegswichtig galten. Dazu gehörte das bereits 1940 begonnene Schöpfpumpwerk Neubrück bei Stolpe inklusive der zugehörigen Brunnengalerien, das 1943 fertiggestellt werden konnte. Für Arbeiten am Rohrnetz wurden, insbesondere nach Fliegerangriffen der Alliierten, sogenannte Ostarbeiter aus der Sowjetunion und aus Polen eingesetzt. Darüber hinaus wurden im Jahr 1942 74 und ein Jahr später 89 neue Brunnen gebohrt sowie 28 Vorhandene gereinigt. Zur Vorsorge für Katastrophenfälle wurden stärkere Anschlussleitungen für Feuerlöschzwecke für die gesicherte Rüstungsproduktion in Großbetrieben verlegt, Barackenlager und Luftschutzbunker neu angeschlossen und Notverbindungen zum damals noch separaten Wassernetz der Charlottenburger Wasser- und Industriewerke AG und zu über 40 Einrichtungen mit leistungsstarken Eigenversorgungsanlagen für die Einspeisung von Wasser in das städtische Netz hergestellt.
Nach Beendigung der Kampfhandlungen im Jahr 1945 lagen sämtliche Abwasserpumperwerke still. Somit konnte das Schmutzwasser ungereinigt über die Notauslässe in die Gewässer gelangen. Die überwiegend stehenden Gewässer verwandelten sich in stinkende Kloaken, wodurch sich die Gefahr von Seuchen vergrößerte und die Typhus-Sterbefälle stark anstiegen. Daraufhin befahl die sowjetische Militäradministration, die Pumpwerke kurzfristig instand zu setzen. Bis Ende Mai 1945 konnten zwölf der zerstörten 20 Pumpwerke wieder in Betrieb genommen werden; im Laufe des Jahres 1945 waren wieder alle Pumpwerke voll einsatzfähig.
Im Jahr 1951 wurden im Ostteil der Stadt die Berliner Stadtentwässerung und die Berliner Wasserwerke im Zuge einer Verwaltungsreform des Magistrats zu den Groß-Berliner Wasser- und Entwässerungswerken (WEW) fusioniert, aus denen dann 1964 der VEB Wasserversorgung und Abwasserbehandlung hervorging.
Im Westteil Berlins, der aufgrund der Lage der Rieselfelder im DDR-Umland der Stadt keine autonome Möglichkeit zur Abwasserreinigung hatte, wurde auf dem Gelände einer Pferderennbahn in Ruhleben ein Klärwerk errichtet und 1963 in Betrieb genommen. Im Jahr 1967 wurde die Anstalt Berliner Stadtentwässerung in einen Eigenbetrieb von Berlin unter dem Namen Berliner Entwässerungswerke in Berlin West überführt.
Mit Wirkung zum 1. Januar 1988 schlossen sich die Berliner Wasserwerke und die Berliner Entwässerungswerke zu einem einheitlichen Unternehmen zusammen, das fortan den Namen Berliner Wasser-Betriebe, Eigenbetrieb von Berlin trug.
Nach dem Mauerfall und der Wiedervereinigung der Stadt wurden die Berliner Wasser-Betriebe sowie die Wasserversorgung und Abwasserbehandlung Berlin im Jahr 1992 unter dem Dach der Berliner Wasserbetriebe zusammengeführt. Zwei Jahre später wurden die Berliner Wasserbetriebe vom Eigenbetrieb in eine Anstalt des öffentlichen Rechts (AöR) umgewandelt, um neben dem Kerngeschäft auch im Wettbewerbsgeschäft arbeiten zu können und um eine Zusammenarbeit mit privaten Firmen zu ermöglichen.

### Einstieg zweier Fremdfirmen
Nach einem weltweiten Bieterwettbewerb bildeten Vivendi (heute Veolia) und RWE 1999 (und bis 2002 auch die Allianz AG) ein Konsortium, das 49,9 % der Anteile an der Berlinwasser Holding AG und den Berliner Wasserbetrieben erwarb. Die Beteiligung erfolgte bei den Berliner Wasserbetrieben durch eine stille Gesellschaft, während die Privatinvestoren bei der Berlinwasser Holding über Aktien beteiligt wurden. Kritiker bezeichneten dies als „Privatisierung“, obwohl das Land Berlin weiterhin die stimmberechtigte Mehrheit und damit die öffentliche Kontrolle behielt, was es zu einer Teilprivatisierung im Rahmen einer öffentlich-privaten Partnerschaft machte. Um öffentliche Interessen zu wahren, sicherte sich das Land Berlin eine Goldene Aktie.
Die Berliner Wasserbetriebe gehörten zu den ersten Wasserver- und Abwasserentsorgern in Deutschland, bei denen private Firmen umfassend beteiligt wurden. Sowohl das Land Berlin und die privaten Gesellschafter erhielten eine vertraglich garantierte Verzinsung für das betriebsnotwendige Kapital von 3,3 Mrd. Euro.

### Kartellverfahren
Im Jahr 2012 wertete das Bundeskartellamt Daten zur Wasserversorgung in 38 deutschen Städten mit mehr als 200.000 Einwohnern aus. Dabei stellte es fest, dass die Wasserbetriebe in Hamburg, München und Köln „vergleichbare Versorgungsbedingungen“ wie das Berliner Unternehmen boten, jedoch das Wasser deutlich günstiger verkauften. Infolgedessen ordnete die Behörde an, dass die Berliner Wasserbetriebe den Trinkwassertarif im Jahr 2012 im Vergleich zu 2011 um 18 Prozent und in den Jahren 2013 bis 2015 durchschnittlich um 17 Prozent senken müssen. Gegen diesen Beschluss reichten die Berliner Wasserbetriebe Klage beim Oberlandesgericht Düsseldorf ein, das jedoch im Februar 2014 die Klage abwies.

### Volksentscheid zur Offenlegung der Verträge
Im Juni 2007 initiierte die Bürgerinitiative Berliner Wassertisch gemeinsam mit dem Berliner Bündnis gegen Privatisierung das Volksbegehren Unser Wasser unter dem Titel Schluss mit Geheimverträgen – Wir Berliner wollen unser Wasser zurück. Ziel war es, eine formalrechtliche Offenlegung aller Verträge im Bereich der Berliner Wasserwirtschaft zu erreichen. Die Initiatoren planten zudem ein Klageverfahren gegen das Land Berlin, um zu prüfen, ob die im Koalitionsvertrag (2006) festgelegte Zielvorgabe der Rekommunalisierung erreicht werden könnte.
Am 8. Juli 2010 verabschiedete das Abgeordnetenhaus von Berlin das Zweite Gesetz zur Änderung des Berliner Informationsfreiheitsgesetzes (IFG), wodurch das Akteneinsichtsrecht erleichtert wurde. Die Verwaltung wurde verpflichtet, Verträge mit Unternehmen, die öffentliche Dienstleistungen erbringen, von Amts wegen zu veröffentlichen, sofern ein öffentliches Interesse besteht.
Bis Oktober 2010 sammelte die Initiative rund 280.000 Unterschriften für einen Volksentscheid. Ende Oktober wurden die Verträge zunächst durch Die Tageszeitung veröffentlicht und zwei Wochen später auch vom Land Berlin sowie den Wasserpartnern Berlin (RWE und Veolia). Der Berliner Senat äußerte jedoch Bedenken hinsichtlich einer Sanktionsklausel im angestrebten Gesetz, die seiner Meinung nach gegen die Berliner Verfassung verstoßen könnte. Die Sprecher des Berliner Wassertischs wiesen darauf hin, dass die Bedenken des Senates notfalls vom Verfassungsgerichtshof des Landes Berlin geklärt werden könnten und kritisierten zudem, dass die veröffentlichten Verträge unvollständig seien.
Der Volksentscheid fand am 13. Februar 2011 statt und kostete 1,6 Millionen Euro. Er wurde mit rund 665.000 Ja-Stimmen bei benötigten 616.571 Stimmen angenommen. Insgesamt stimmten 98,2 % der Teilnehmer für eine Rekommunalisierung der Berliner Wasserbetriebe.

### Streit um Rekommunalisierung und Angemessenheit der Wasserpreise
Obwohl die Mehrheit der Bürger laut dem Volksentscheid für eine Rekommunalisierung der Wasserbetriebe war, äußerte Wirtschaftssenator Harald Wolf von der Linken Bedenken hinsichtlich der Verfassungsmäßigkeit des neuen Gesetzes und zögerte zunächst mit der Umsetzung der Rekommunalisierung. Ihm wurde ein Interessenkonflikt vorgeworfen, da er als Wirtschaftssenator die Interessen des Landes Berlin vertrat, gleichzeitig aber als Aufsichtsratschef der Berliner Wasserbetriebe für die Unternehmensgewinne verantwortlich war.
Anfang April 2011 legte RWE dem Senat ein Angebot über 800 Millionen Euro für den Verkauf seiner Anteile an den Wasserbetrieben vor. Finanzsenator Ulrich Nußbaum äußerte Zweifel daran, dass dieser Rückkaufpreis eine Senkung der Wasser- und Abwasserpreise ermöglichen würde. Wolf betonte, dass er die Anteile „nicht um jeden Preis“ zurückkaufen wolle. Der Rechnungshof von Berlin sah einen möglichen Rückkauf „mit Sorge“: Ein solches Vorhaben enthalte finanzielle Risiken in erheblichem Umfang. Wirtschaftssenator Wolf hatte jedoch wiederholt erklärt, der Kauf sei seriös zu finanzieren.

### Rückerwerb durch das Land
Im Jahr 2012 erwarb das Land Berlin schließlich die RWE-Anteile und erhöhte damit seinen Anteil von 50,1 % auf 75,05 %. Im Dezember 2013 beschloss das Berliner Abgeordnetenhaus den Rückkauf der Veolia-Anteile an den Wasserbetrieben durch das Land Berlin, wodurch diese wieder vollständig in öffentliches Eigentum übergingen.
Der Kaufpreis für die Anteile von RWE betrug 618 Millionen Euro, während die Anteile von Veolia für 590 Millionen Euro erworben wurden. Insgesamt zahlte das Land Berlin somit 1,208 Milliarden Euro für den Rückerwerb.

### Entwicklungen seit der Rekommunalisierung
2014 gründeten die Berliner Wasserbetriebe die Berliner Stadtwerke GmbH. Die Gesellschaft errichtet Solaranlagen und Windräder, baut das öffentliche E-Auto-Ladenetzwerk aus und organisiert den Stromeinkauf des Landes.
Der Ausbildungscampus der Berliner Wasserbetriebe gGmbH wurde 2019 als 100%ige Tochter der Berliner Wasserbetriebe gegründet und bietet Ausbildungen in verschiedenen Berufen an. Im Januar 2024 begann der Umbau des seit 1907 bestehenden Abwasserpumpwerks in Berlin-Lichtenberg zu einem erweiterten Campus für Ausbildungen und Studiengänge in Energie-, Wasser- und Abwasserberufen. Dieser wurde im Juni 2024 von Wirtschaftssenatorin Franziska Giffey eröffnet.
2021 verließ der langjährige Vorstandschef Jörg Simon das Unternehmen auf eigenen Wunsch. Am 1. Januar 2023 wurde Christoph Donner zum Vorstandsvorsitzenden der Berliner Wasserbetriebe ernannt, der das Unternehmen im November 2024 wieder verließ.

### Entwicklung zur Schwammstadt
Zur Verringerung von Überläufen der innerstädtischen Mischwasserkanalisation in die Gewässer bei Starkregen vereinbarten das Land Berlin und die Berliner Wasserbetriebe 1998, bis 2025 rund 300.000 Kubikmeter unterirdischen Stauraum für Mischwasser in den Innenbezirken zu schaffen. Dazu wurde das Volumen des bestehenden Kanalnetzes erweitert und dessen Bewirtschaftung modernisiert. Außerdem wurden Regenüberlaufbecken und große Stauraumkanäle in der Stadt eingerichtet. Seit 2018 gilt in Berlin die Regelung, dass Regenwasser im städtischen Neubau vor Ort bewirtschaftet werden muss. Ebenfalls im Jahr 2018 gründeten die Berliner Wasserbetriebe gemeinsam mit dem Land Berlin die Berliner Regenwasseragentur, deren Ziel der Umbau Berlins zur Schwammstadt ist.
Im Jahr 2023 wurde eine neue Bauordnung verabschiedet, die vorschreibt, dass bei Neubauten mit einer Dachneigung von bis zu 10 Grad und einer Fläche ab 100 Quadratmetern ein Gründach angelegt werden muss. Die unter dem Grün verbaute Drainageschicht ermöglicht es, Regenwasser zwischenzuspeichern, sodass es zeitverzögert abfließt oder verdunstet.

## Unternehmensstruktur
Die Berliner Wasserbetriebe sind eine Anstalt öffentlichen Rechts, die für die Trinkwasserversorgung und die Abwasserentsorgung in Berlin zuständig sind. In Brandenburg sind sie aufgrund des Territorialprinzips nicht zuständig, sondern agieren als Kooperationspartner für Gemeinden und Zweckverbände. Das Land Berlin ist Eigentümer des Unternehmens.
Die Tochtergesellschaft Berliner Stadtwerke GmbH umfasst weitere Tochterunternehmen, die unter anderem für den langfristigen Ausbau von Produktionskapazitäten im Bereich erneuerbare Energien verantwortlich sind. Die Tochtergesellschaft Berliner Stadtwerke Kommunal Partner GmbH versorgt alle Behörden und öffentlichen Einrichtungen des Landes Berlin mit Strom aus erneuerbaren Quellen.
Das Tochterunternehmen Pigadi GmbH konzentriert sich auf die Instandhaltung und Sanierung von Brunnen für die Trinkwasserversorgung, während die Berliner Ingenieurgesellschaft p2m als Tochtergesellschaft Dienstleistungen auf den Gebieten der Wasserwirtschaft und des Bauwesens erbringt.
Zu den Geschäftsfeldern der Berliner Wasserbetriebe gehören das regulierte sowie das Wettbewerbsgeschäft und das Umlandgeschäft, die Stadtwerke. Zu dem Wettbwerbsgeschäft gehört vor allem das Aufstellen und Warten von Trinkswasserspendern.
Die Berliner Wasserbetriebe sichern im Auftrag des Landes Berlin den Service für die öffentlichen Zierbrunnen in neun Bezirken, bis 2028 sollen weitere Bezirke hinzukommen. Ebenfalls im Auftrag der Stadt betreiben die Wasserbetriebe über 20 Trinkbrunnen auf Straßen und Plätzen. Die Übernahme des Services für die 2.100 Notbrunnen (Schwengelpumpen) wird Stand 2025 vom Land Berlin vorbereitet.

## Überblick
Die Berliner Wasserbetriebe versorgen das Stadtgebiet über ein Rohrsystem von 7.862 km mit Trinkwasser und leiten das Schmutz- und Regenwasser mit 9.769 km langen Kanalsystemen und 1.190 Abwasserdruckleitungen ab (Stand 2023).
Auch einige Gemeinden in Brandenburg werden von den Berliner Wasserbetrieben beliefert. Mehrere Klärwerke der Berliner Wasserbetriebe liegen auf ehemaligen Rieselfeldern im Umland der Stadt; in ihnen wird Insgesamt das Abwasser von mehr als 800.000 Menschen aus Brandenburg und damit von rund einem Drittel des Bundeslandes gereinigt.
Im Durchschnitt liefert das Unternehmen täglich fast 600.000 m³ bzw. jährlich rund 215 Mio. m³ Trinkwasser und reinigt im Jahr rund 260 Mio. m³ Abwasser.
Die Qualität des Trinkwassers ist in Berlin – wie in Deutschland üblich – sehr hoch. Stiftung Warentest bescheinigt regelmäßig die hohe Qualität des Berliner Leitungswassers und rät den Verbrauchern, es aufgrund geringerer Keimstoffmengen und mehr Mineralstoffen dem Mineralwasser aus der Flasche vorzuziehen.

### Trinkwasserversorgung
Die Berliner Wasserbetriebe betreiben neun Wasserwerke, die sich in Wasserschutzzonen in der Nähe von Spree und Havel befinden. Die Förderung erfolgt über 650 Tiefbrunnen, die ausschließlich Grundwasser hochpumpen, das sich aber zu gut zwei Dritteln aus Uferfiltrat bildet, also versickertem und damit natürlich gereinigtem Flusswasser.
Die anderen acht Wasserwerke liegen in Kaulsdorf, Tegel, Wuhlheide, Stolpe, Spandau, Kladow, Tiefwerder und Beelitzhof. In der Stadt Berlin befinden sich weiträumige Wasserschutzgebiete, um die Trinkwasserqualität zu sichern. Rund ein Viertel Berlins ist Wasserschutzgebiet.

### Abwasserentsorgung

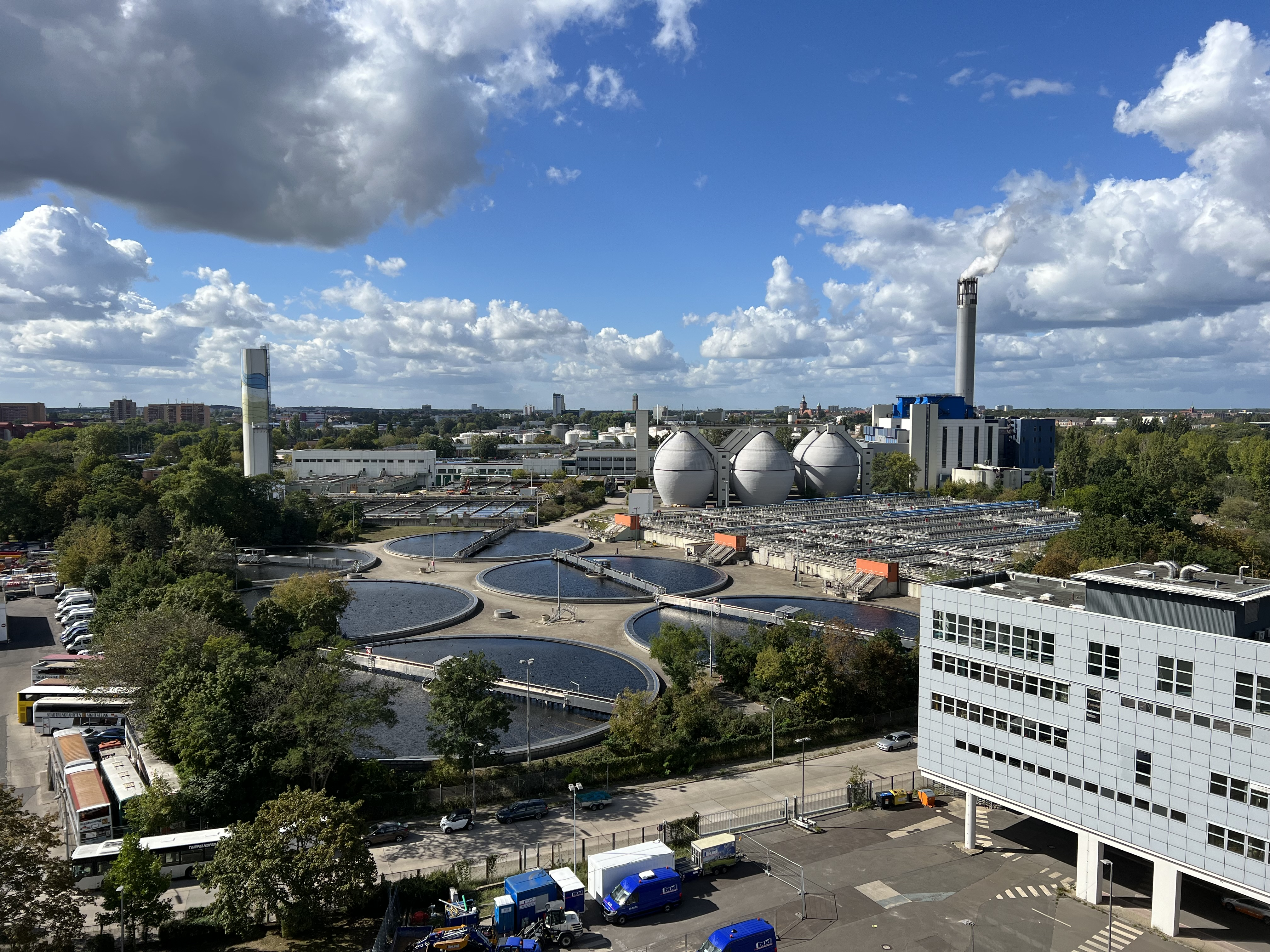
Klärwerk Ruhleben

Das anfallende Schmutzwasser wird über die Regen-, Schmutz- und Mischwasserkanäle abgeleitet und sammelt sich an den geodätischen Tiefpunkten der Stadt. Von dort aus wird das Abwasser über 164 Pumpwerke durch Druckleitungen zu den Klärwerken gefördert. In den Kläranlagen Schönerlinde, Münchehofe, Waßmannsdorf, Ruhleben, Stahnsdorf und Wansdorf wird das ankommende Wasser gereinigt. Bevor das Abwasser wieder in den Naturkreislauf zurückgeführt wird, durchläuft es verschiedene Reinigungsstufen. Zunächst erfolgt eine mechanische Reinigung durch Rechen, Sandfänge und Vorklärbecken. Anschließend wird das Wasser im Belebtschlammverfahren biologisch gereinigt, wobei Mikroorganismen die im Wasser vorhandenen Nährstoffe abbauen. Alle Berliner Klärwerke sind mit anaerobe Becken für die biologische Phosphorelimination sowie Denitrifikations- und Nitrifikationsbecken ausgestattet. Nach der biologischen Reinigung trennt man in Nachklärbecken das gereinigte Wasser vom Klärschlamm.
Im Klärwerk Ruhleben wird ein Teil des gereinigten Abwassers zusätzlich mit einer UV-Anlage behandelt, um die Anzahl der Keime weiter zu reduzieren.
Das gereinigte Abwasser aus dem Klärwerk Schönerlinde wird vor dem Einleiten in den Tegeler See durch die Oberflächenwasser-Aufbereitungsanlage (OWA) Tegel geleitet, wo insbesondere Phosphorverbindungen entfernt werden, um die Gewässerqualität zu verbessern. Eine ähnliche Anlage befindet sich in Beelitzhof. Zudem werden in der OWA Tegel Spurenstoffe mithilfe von Aktivkohle entfernt.
Der Schlamm, der bei der Vor- und Nachklärung entsteht, wird entwässert. Im Klärwerk Ruhleben wird der Schlamm anschließend in Wirbelschichtöfen verbrannt, wobei Dampfturbinen zur Stromerzeugung angetrieben werden. In den anderen Klärwerken wird der entwässerte Schlamm vergoren und damit zur Biogasproduktion genutzt.
In Berlin-Neukölln wurde in den 2010er Jahren ein neuer, 700 m³ fassender Stauraumkanal zur Mischwasserentlastung errichtet, um plötzlich anfallende Mischwassermassen bei Starkregenereignissen zurückzuhalten und verzögert zu den Klärwerken zu leiten. Bis 2020 wurde die Gesamt-Speicherkapazität der Kanalisation von 213.000 m³ auf 270.000 m³ erhöht; für diese Erweiterungen standen insgesamt 90 Mio. Euro zur Verfügung. Ende 2021 begann der Bau einer Ozonungsanlage zur Entfernung möglicher Arzneimittelrückstände und anderer Spurenstoffe im Abwasser.

## Forschung und Entwicklung
Forschung und Entwicklung (F&E) haben bei den Berliner Wasserbetrieben eine lange Tradition. Gemeinsam mit der TU Berlin und anderen Partnern haben die Berliner Wasserbetriebe das Forschungs- und Entwicklungsprojekt Askuris initiiert. In diesem Projekt werden Rückstände von Arzneimitteln, Chemikalien und Keimen im Wasser durch analytische Verfahren aufgespürt, ihre Relevanz bewertet und anschließend entfernt. Im Zeitraum zwischen 2013 und 2016 setzten das Land Berlin gemeinsam mit der TU Berlin, dem Umweltbundesamt und den Berliner Wasserbetrieben das Projekt Konzepte für urbane Regenwasserbewirtschaftung und Abwassersysteme (Kuras) um. Hierbei handelt es sich um ein Programm, in dem modellhaft untersucht wurde, wie ein gekoppeltes Regenwasser- und Abwassermanagement die Gewässerqualität, das Klima und die Lebensqualität einer Stadt verbessern kann.
Eine weitere Maßnahme ist die Entwicklung der biologischen Phosphorelimination in Klärwerken. Im Jahr 2022 betrug das Budget für alle Forschungsaktivitäten 2,8 Millionen Euro.
Die Berliner Wasserbetriebe arbeiten eng mit Universitäten, insbesondere der TU Berlin, sowie mit weiteren Hoch- und Fachhochschulen und Forschungseinrichtungen zusammen. Diese Kooperationen sollen in Zukunft weiter intensiviert und ausgebaut werden.
Darüber hinaus sind die Berliner Wasserbetriebe an der Forschungseinrichtung des Kompetenzzentrums Wasser Berlin (KWB) beteiligt. Das KWB ist eine gemeinnützige Gesellschaft für Wasserforschung, das von den Berliner Wasserbetrieben und der Technologiestiftung Berlin getragen wird, und Projekte in Berlin und mit internationalen Partnern bearbeitet.